# Škoda 34BB
Škoda 34BB (obchodní název E'City) je nízkopodlažní elektrobus české firmy Škoda Electric s využitím karoserie francouzského výrobce Heuliez Bus, který byl v jednom kuse vyroben v roce 2017.

## Konstrukce
Škoda 34BB je dvounápravový třídveřový elektrobus o délce 12 m s nízkopodlažní karoserií modelu GX 337 francouzského autobusového výrobce Heuliez Bus. Je vybaven technologiemi SiC a IGBT a asynchronním trakčním elektromotorem Škoda o výkonu 160 kW, který je napájen NMC Li-Ion bateriemi o kapacitě 275 kWh v pěti blocích po 55 kWh. Dojezd na plné nabití činí asi 180 km. Vůz může být dobíjen ze zástrčky (plug-in) nebo z trolejového trakčního vedení pomocí pantografu na střeše.

## Výroba a provoz
Prototyp 12metrového elektrobusu 34BB byl vyroben v roce 2017, kdy byl také jako nepojízdný představen na pražském veletrhu Czechbus. Vůz byl dokončen následující rok a v červnu 2018 ho zakoupila Dopravní společnost Zlín-Otrokovice (DSZO). Dodání prototypového elektrobusu se protáhlo asi o rok a ve Zlíně se objevil teprve v lednu 2020. Během následujících zkušebních jízd byly zjištěny nedostatky, vozidlo se tedy vrátilo k výrobci. Po provedení úprav byl elektrobus dodán v červnu 2020. DSZO za něj zaplatila 11,6 milionu korun namísto původních 12,5 milionu korun, neboť dle dodatku smlouvy z května 2020 nebyla dodržena specifikace vozidla uvedená ve výběrovém řízení týkající se obsaditelnosti. Do provozu na lince č. 55 v Otrokovicích byl nasazen poprvé 4. července 2020. Pro jeho nabíjení postavila DSZO před otrokovickým nádražím nabíjecí stopu. Výrobce Škoda Electric plánoval i kratší 10metrovou verzi a kloubovou 18metrovou variantu, ani jedna z nich se ale realizace nedočkala.